# Castello di Rivalta sul Mincio
Il castello di Rivalta era una struttura militare medievale sorta a difesa dei confini a nord-ovest di Mantova.
Si ha notizia del castello già nel 1091 quando subì un assedio di undici mesi, con conseguente resa, da parte dell'imperatore Enrico IV, che tolse alcuni territori, tra cui Mantova, alla contessa Matilde di Canossa. A seguito della riconciliazione con il successore Enrico V, l'edificio ritornò in possesso dei Canossa.
Nel 1114, essendosi sparsa la notizia della morte della contessa Matilde, il popolo per liberarsi dei suoi feudatari, assediò e distrusse dalle fondamenta il castello, che non venne più ricostruito.